# Powers Motion Picture
Powers Motion Picture était un studio de cinéma fondé par Pat Powers aux États-Unis. En 1912, il fusionne dans l'entité Universal Manufacturing Company.